# Azoxyverbindungen

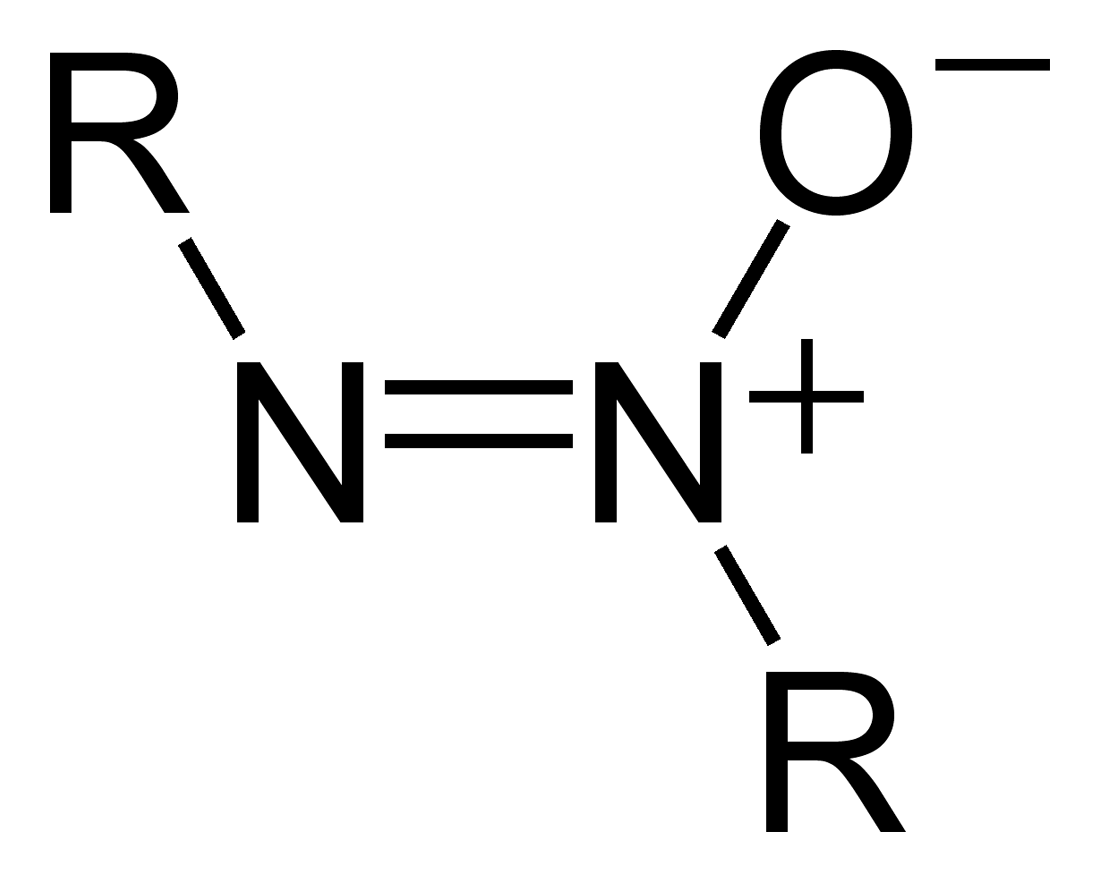
Allgemeine Struktur der Azoxyverbindungen mit variablen Resten R

Azoxyverbindungen sind eine Stoffgruppe der organischen Chemie. Als charakteristisches Strukturelement enthalten sie die Gruppe -N=N(O)-. Es handelt sich demnach um Oxidoderivate der Azoverbindungen analog zu den von Aminen abgeleiteten Aminoxiden.

## Geschichte
Die erste bekannte Azoxyverbindung, Azoxybenzol, wurde 1841 hergestellt, indem Nitrobenzol mit Kaliumhydroxid / Ethanol reduziert wurde. Zunächst wurde angenommen, dass die Azoxygruppe ein Dreiring aus zwei Stickstoff- und einem Sauerstoffatom ist.

## Nomenklatur

Calvatinsäure beziehungsweise 4-(Cyano-N,N,O-azoxy)benzoesäure

Symmetrisch substituierte Azoxyverbindungen werden benannt, indem das Wort "Azoxy" mit dem Namen der Verbindung kombiniert wird, von der sich der Substituent ableitet. Beispielsweise heißt die Azoxyverbindung mit zwei Phenylsubstituenten Azoxybenzol. Bei Verbindungen mit zwei unterschiedlichen Substituenten wird je einer vor und nach das Wort "Azoxy" gestellt. In diesem Fall sind die beiden Stickstoffatome nicht mehr äquivalent und die Position des Sauerstoffatoms wird angegeben, indem als Lokant entweder "O,N,N" oder "N,N,O" ergänzt wird. Der systematische Name der Calvatinsäure ist beispielsweise 4-(Cyano-N,N,O-azoxy)benzoesäure.

## Vorkommen und Biosynthese

Das Azoxyglycosid Cycasin kommt in Palmfarnen vor

Azoxyverbindungen sind in der Natur selten, wurden jedoch bereits in Bakterien, Pilzen, Pflanzen und Meeresschwämmen nachgewiesen. Macrozamin war der erste Naturstoff dieser Gruppe, der 1949 aus dem Palmfarn Macrozamia spiralis isoliert wurde. Es handelt sich um ein Glycosid aus Methylazoxymethanol und Primverose. Das gleiche Aglycon mit Azoxygruppe kommt auch in im Cycasin mit der Zuckerkomponente Glucose vor. Neben diesen beiden Verbindungen kommen noch einige weitere solche Glycoside in kleinen Mengen in Palmfarnen vor. Eine größere Zahl natürlicher Azoxyverbindungen sind aus Bakterien, insbesondere der Gattung Streptomyces bekannt. Hierzu gehören beispielsweise die Elaiomycine und die Azoxymycine. Zu den in Pilzen vorkommenden Azoxyverbindungen gehören Lyophyllin und Calvatinsäure. Calvatinsäure und einige verwandte Verbindungen kommen beispielsweise in der Art Calvatia craniiformis vor. In Meeresschwämmen wurden die Pyrinadine entdeckt.
Die Biosynthese der natürlichen Azoxyverbindungen ist nur teilweise erforscht, geht aber vermutlich von einer N-Hydroxyverbindung aus. Diese kann zu einer Nitrosoverbindung oxidiert und dann mit einer weiteren N-Hydroxyverbindung gekuppelt werden. Dieser Weg wird beispielsweise für die Biosynthese der Azoxymycine angenommen. Alternativ kann eine N-Hydroxyverbindung auch mit einer Aminosäure zu einer Azoverbindung gekuppelt und dann zu einer Azoxyverbindung oxodiert werden. Dieser Weg wird beispielsweise für die Biosynthese der Elaiomycine angenommen.

## Herstellung
Azoxyverbindungen können durch Kondensation einer Nitrosoverbindung mit einem Hydroxylamin hergestellt werden, beispielsweise von Nitrosobenzol mit Phenylhydroxylamin. Verbreitete Methoden sind die reduktive Kupplung von Nitroaromaten und die oxidative Kupplung von Anilinen. Ebenso können Azoverbindungen zu Azoxyverbindungen oxidiert werden. Azoxybenzol kann beispielsweise die Oxidation von Anilin oder Azobenzol mit Wasserstoffperoxid in Essigsäure hergestellt werden. Für die reduktive Kupplung von Nitroaromaten eignen sich beispielsweise Zinn(II)-chlorid aber auch Alkoholate wie Natriummethanolat oder Natriumethanolat.
Eine neue Synthesemethode geht von N-Tosyliminoiodbenzol (Ph-I=N-Ts) aus, das unter Bestrahlung mit Nitrosoverbindungen durch Tosylgruppen geschützte Azoxyverbindungen ergibt. Als Lösungsmittel eignen sich beispielsweise Acetonitril, Dimethylformamid, Dimethylsulfoxid, Dioxan oder Dichlormethan. Auch andere Sulfonylgruppen sind neben Tosylgruppen geeignet. Die Sulfonylgruppen können, ebenfalls unter Bestrahlung gegen andere Gruppen, insbesondere Ether getauscht werden, um weitere Derivate herzustellen.

## Eigenschaften und Reaktionen
Azoxyverbindungen weisen typischerweise eine blassgelbe bis goldene Farbe auf. Trägt eine Azoxyverbindung an beiden Stickstoffatomen unterschiedliche Reste, so treten zwei Isomere auf, je nachdem, an welchem Stickstoffatom das Sauerstoffatom sitzt. Azoxyverbindungen können zu Azoverbindungen oder Aminoaromaten reduziert werden, beispielsweise elektrochemisch oder mit Ammoniumsulfid. Azoxyverbindungen können 1,3-dipolare Cycloadditionen eingehen.
In der Wallach-Umlagerung entstehen aus aromatischen Azoxyverbindungen durch Einwirkung von Schwefelsäure 4-Hydroxyarylazoverbindungen. So ergibt Azoxybenzol das Isomer 4-Hydroxyazobenzol.

## Verwendung
Methylazoxymethylacetat wird in der medizinischen Forschung eingesetzt, da es neurologische Schäden verursacht, die sich als Tiermodell für die Schizophrenie-Forschung eignen. Eine der aktiven Verbindungen bei der metabolischen Aktivierung des Pharmazeutikums Procarbazin ist neben der abgeleiteten Azoverbindung eine Azoxyverbindung.

## Externe Links zu erwähnten Verbindungen
1. ↑  Externe Identifikatoren von bzw. Datenbank-Links zu N-Tosyliminoiodbenzol:  CAS-Nr.: 55962-05-5, EG-Nr.: 878-929-3, ECHA-InfoCard: 100.352.852, PubChem: 11046968, ChemSpider: 9222136, Wikidata: Q131286491.
2. ↑  Externe Identifikatoren von bzw. Datenbank-Links zu 4-Hydroxyazobenzol:  CAS-Nr.: 1689-82-3, EG-Nr.: 216-880-6, ECHA-InfoCard: 100.015.346, PubChem: 15529, ChemSpider: 4510428, Wikidata: Q9552900.